# Tredozio
Tredozio là một đô thị ở tỉnh Forlì-Cesena trong vùng Emilia-Romagna, có cự ly khoảng 60 km về phía đông nam của Bologna và khoảng 30 km về phía tây namcủa Forlì.
Tredozio giáp các đô thị: Marradi, Modigliana, Portico e San Benedetto, Rocca San Casciano.